# Liste der Biografien/Baug
Liste der Biografien |
Portal Biografien |
Personensuche
# |
A |
B |
C |
D |
E |
F |
G |
H |
I |
J |
K |
L |
M |
N |
O |
P |
Q |
R |
S |
T |
U |
V |
W |
X |
Y |
Z |
?
 
Ba |
Be |
Bd |
Bg |
Bh |
Bi |
Bj |
Bl |
Bm |
Bn |
Bo |
Br |
Bs |
Bu |
Bw |
By |
Bz
 
Baa |
Bab |
Bac |
Bad |
Bae |
Baf |
Bag |
Bah |
Bai |
Baj |
Bak |
Bal |
Bam |
Ban |
Bao |
Bap |
Baq |
Bar |
Bas |
Bat |
Bau |
Bav |
Baw |
Bax–Baz
 
Baub |
Bauc |
Baud |
Baue |
Bauf |
Baug |
Bauh |
Bauk |
Baul |
Baum |
Baun |
Baup |
Bauq |
Baur |
Baus |
Baut |
Bauv |
Bauw |
Baux |
Bauy |
Bauz
Die Liste der Biografien führt alle Personen auf, die in der deutschsprachigen Wikipedia einen Artikel haben. Dieses ist eine Teilliste mit 19 Einträgen von Personen, deren Namen mit den Buchstaben „Baug“ beginnt.

## Baug

### Bauge
- Baugé, Alphonse (1873–1938), französischer Radrennfahrer
- Baugé, Grégory (* 1985), französischer Radrennfahrer

### Baugh
- Baugh, Albert C. (1891–1981), amerikanischer Sprachwissenschaftler und Mediävist
- Baugh, Dickie (1864–1929), englischer Fußballspieler
- Baugh, Kenneth (1941–2019), jamaikanischer Politiker (JLP)
- Baugh, Sammy (1914–2008), US-amerikanischer American-Football-Spieler und -Trainer
- Baugh, Smokey Joe (1932–1999), US-amerikanischer Rockabilly-Musiker und Pianist
- Baughan, Blanche Edith (1870–1958), neuseeländische Lyrikerin, Schriftstellerin und Reformerin des neuseeländischen Strafvollzugs
- Baughen, Michael (* 1930), britischer Theologe; Bischof von Chester
- Baughman, Deiton (* 1996), US-amerikanischer Tennisspieler
- Baughman, Wayne (1941–2022), US-amerikanischer Ringer

### Baugi
- Baugin, Lubin († 1663), französischer Maler der Barockzeit

### Baugn
- Baugnies, Jean-Louis (* 1957), belgischer Radrennfahrer
- Baugnies, Jérôme (* 1987), belgischer Radrennfahrer
- Baugniet, Charles (1814–1886), belgischer Maler und Lithograf
- Baugniet, Marcel-Louis (1896–1995), belgischer Künstler
- Baugniet, Pierre (1925–1981), belgischer Eiskunstläufer

### Baugu
- Baugulf von Fulda († 815), 2. Abt von Fulda
- Baugut, Franz (1668–1726), böhmischer Jesuit, Bildhauer, Schnitzer, Baumeister, und Tischler